# Zisterzienserinnenkloster Las Bernardas (Alcalá de Henares)

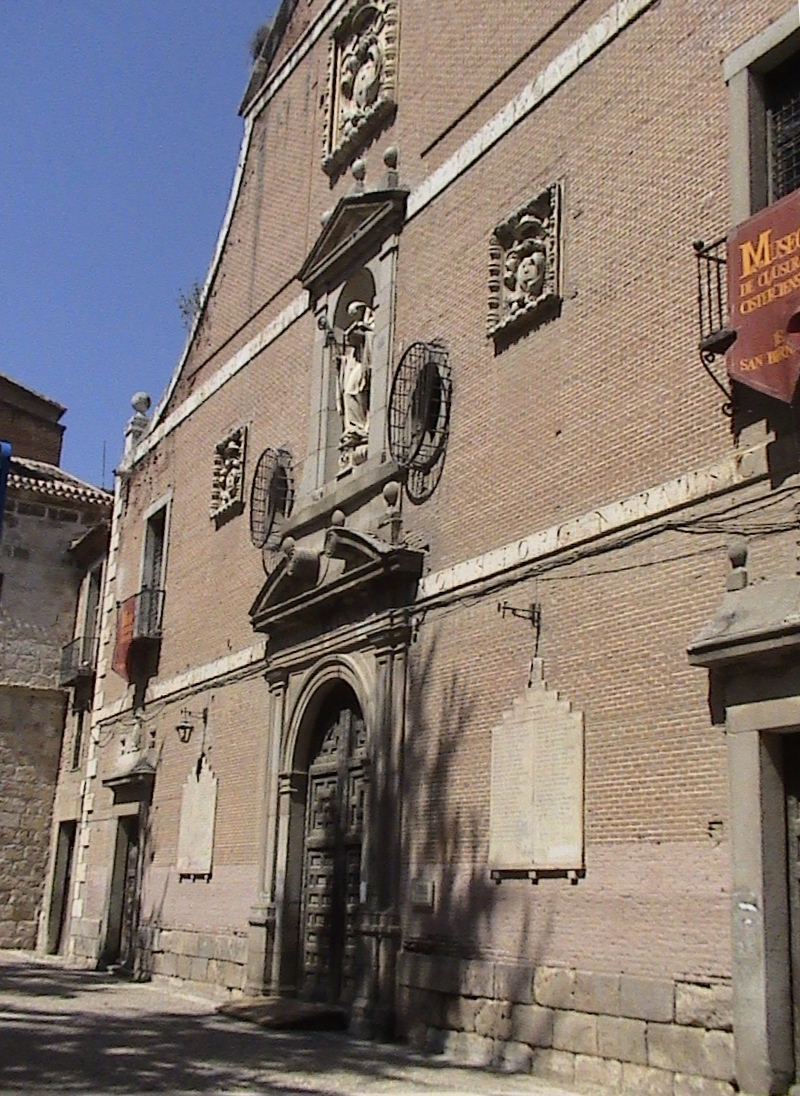
Fassade des Convento de las Bernardas.

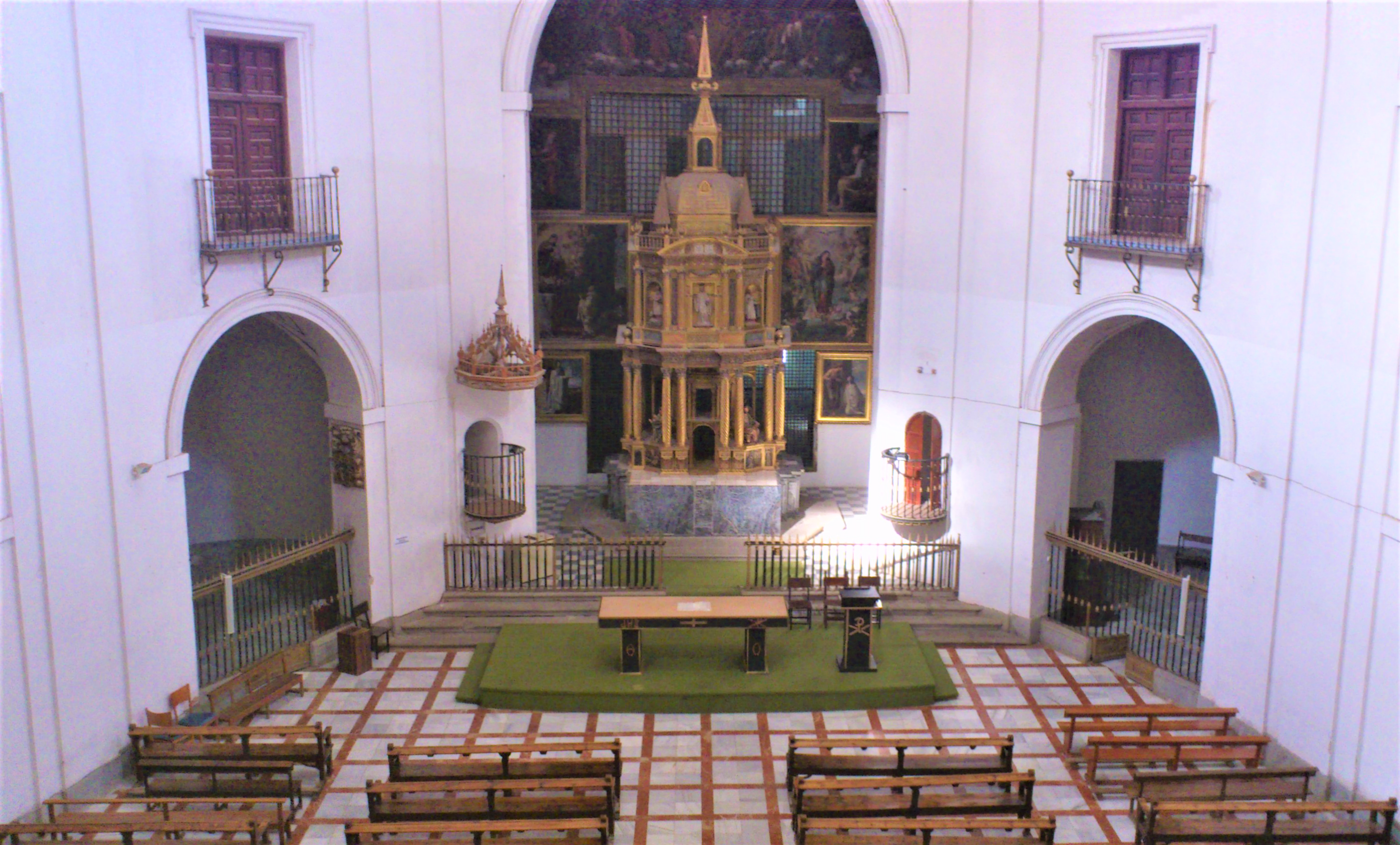
Innenraum der Kapelle.

Das Zisterzienserinnenkloster Las Bernardas war von 1613 bis 2000 ein Kloster der Zisterzienserinnen in Alcalá de Henares in Spanien.

## Geschichte
Kardinal Bernardo de Sandoval y Rojas gründete 1613 in Alcalá de Henares (in der heutigen Straße Calle San Bernardo und am heutigen Platz Plaza de las Bernardas) das Kloster der Bernhardinerinnen, das bis 2000 bestand. Dann wurde der zur Zisterzienserinnenkongregation San Bernardo (C.C.S.B.) gehörende Konvent aufgelöst. Die wenigen verbliebenen Nonnen gingen in das Zisterzienserinnenkloster San Miguel de las Dueñas. Die seit 1924 unter Denkmalschutz stehende barocke Kirche aus dem 17. Jahrhundert ist für ihren originellen elliptischen Grundriss und ihre ovale Kuppel bekannt. Heute ist der Klosterkomplex Museum für sakrale Kunst („Museo del convento cisterciense de San Bernardo“).